# جون غلوفر (لاعب كريكت)
جون غلوفر (10 أكتوبر 1992 في المملكة المتحدة - ) (بالإنجليزية: John Glover)‏ هو لاعب كريكت بريطاني. لعب مع نادي مقاطعة ساسكس للكركيت ‏.

## وصلات خارجية
- جون غلوفر على موقع إي آس بي آن كريك إنفو (الإنجليزية)